# 버마어
버마어(မြန်မာဘာသာ, IPA: [mjəmà bàðà]) 또는 미얀마어는 미얀마의 공용어이다. 버마족과 연관된 하위 부족의 모국어이며 몬족 같은 소수 민족도 이 언어를 쓴다.
제1언어로 사용하는 화자는 3,200만 명, 제2언어 화자는 1,000만 명으로 이들은 미얀마 인근 국가에 흩어져 있는 사람들을 포함한 것이다.
영어로는 버마어를 "Burmese Language"라고 하는데 미얀마 헌법은 버마어의 공식 영어 표기를 "Myanmar language"라 부를 것을 명시하고 있으나, "Burmese"로 쓰는 경우도 많다.
버마어는 성조 언어이자 분석어로, 주어-목적어-동사 순서를 띤다. 중국티베트어족 언어로 티베트버마어파의 하부 언어이다. 문자인 버마 문자는 고대 몬 문자에서 유래하였다.

## 역사

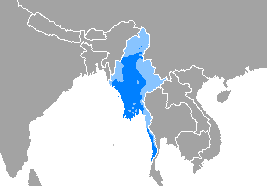
버마어 사용분포도
버마어가 공용어인 지역
버마어가 공용어 혹은 준공용어이나 주요 언어가 아닌 지역

버마어는 바간 왕조 초기로 역사가 거슬러 올라가며, 버마 문자와 역사를 같이 한다. 버마 문자는 고대 몬 문자 혹은 10세기 인도 남서부에서 사용되던 퓨 문자에 뿌리를 둔 것으로 추정된다. 사실 두 문자 모두 브라흐미 문자의 일종이며 원래는 사각형이었다가 17세기 야자수 잎을 접어서 종이처럼 쓰는 바리야포크ပုရပိုက်이 널리 쓰이면서 그 모양이 바뀌게 되었다.
버마 문자의 개발은 보통 전기, 중기, 현대로 나뉘며 전기 버마어는 버간 왕조와 아바 왕조를 아우르는 11세기-16세기를 지칭한다. 중기 버마어는 따웅우 왕조와 꼰바웅 왕조에 이르는 16-18세기에 사용된 것을 지칭하는데 현대 버마어는 그 이후 시대의 언어를 가리킨다. 만달레이 중심의 상부 미얀마에서 주류이던 버마어는 19세기 초에 이르면 하부 미얀마에 널리 퍼지게 되어 기존의 주요 언어이던 몬어를 밀어내고 주류 언어의 지위를 차지하게 됐다. 하부 미얀마에는 여전히 몬족 출신 인구가 많으나 계속된 동화 정책과 버마족의 정복 전쟁에 따라 몬어 사용 화자의 비중이 줄어들게 됐으며 1962년부터 강력한 언어 정책에 따라 소수 민족 아이들이 정규 교육과정에서 모국어인 몬어를 배울 기회가 없어지는 대신 버마어 위주의 교육이 이뤄지고 있다.
오늘날 버마 문자의 표기법 대부분은 중기 버마어와 연관이 깊으며 표준 성조는 18세기까지 나타나지는 않았다. 19세기를 지나가면서 언어학자들은 철자법에 따른 소리의 중첩 현상을 없애기 위해 문자 표기법을 개혁했다. 영국령 인도의 통치를 받게 되면서 버마 문자는 표준화 작업을 거치게 되었고 오늘날 대한민국의 국립국어원과 같은 역할을 하는 Myanma Salonpaung Thatpon Kyan မြန်မာစာလုံးပေါင်းသတ်ပုံကျမ်း이 미얀마 정부 하에 1978년부터 존속해오고 있다.

## 분류

미얀마의 민족언어학적 구분. (1972년 기준)
버마어
하카 친어(징포족, 리수족, 라후족)
카렌족
중국인
샨족, 캄티족
태국인
와족, 팔라웅족, 몬족

버마어는 티베트버마어파의 하위 언어이며 중국티베트어족에 속하는 언어 중에서는 중국어파 다음으로 가장 널리 쓰이는 언어이다. 중국어, 티베트어, 서하 문자 다음으로 문자가 도입됐다.

### 방언
대다수의 버마어 화자는 이라와디강 유역에 거주하며, 지역에 따라 사투리가 나타난다. 각 사투리는 어휘나 발음에 차이가 있지만 기본적으로 버마어의 방언이기 때문에 서로 간에 상당 부문 상호 소통이 가능하다. 일반적으로는 자음이 모여 쓰는 것과 버마 문자, 4개의 성조 등이 동일하다는 특징이 있다. 그러나 일부 방언에서는 어휘나 음조에 현격한 차이가 나타나는데 표준 버마어에서 나타나지 않는 어휘나 발음의 차이가 있다.
주요 방언 지역은 다음과 같다.
- 타닌타리 관구: 메르귀 지역(태국과 인접한 지역), Tavoyan, Palaw
- 마궤 관구: 친 주 친 구릉 일대의 요 방언(Yaw dialect)
- 샨 주: 인따족 방언, 타웅요족, 다누족
- 라카인주: 아라칸족의 방언이나 이 언어는 별도의 언어로 여겨지기도 한다.[18]

미얀마 헌법(1974)은 주요 종족이 대변될 수 있도록 하고 있으나 방언만 100여 개가 넘는 것으로 추산되며 상당수의 언어와 종족 고유 문화가 전해져 오고 있다.

#### 이라와디 계곡
버마어의 표준어는 이라와디강 계곡의 방언에서 유래한 것으로 만달레이와 양곤에 걸친 지역의 사람들이 쓰던 말이다. 상부 미얀마(만달레이 방언) 지역민의 방언은 anya tha (အညာသား)라 불리며 하부 미얀마 방언은 auk tha (အောက်သား)라 불리는데 이는 발음이 아니라 어휘 선택의 차이에 기인한다. 이라와디 계곡 일대에서도 발음의 차이는 나타나는데 스님에게 시주하는 음식을 지칭하는 단어 (ဆွမ်း)가 양곤 일대에서는 [sʰʊ́ɴ]로 발음되지만 상부 미얀마 지역에서는 [sʰwáɴ]로 발음된다.
상부 미얀마의 만달레이와 하부 미얀마의 양곤 지역에서 쓰는 버마어는 발음이나 단어 사용에 차이가 있다. 일례로 만달레이에서는 1인칭 화자(나)를 뜻하는 단어 짜노(ကျွန်တော်)를 남녀 모두 구분 없이 사용하지만 양곤에서 짜노는 남성만을 지칭하며 여성은 짜마([tɕəma̰])라 발음한다. 또한 친족 명칭에 있어 상부 미얀마 지역의 화자는 양친에 따라 어휘가 다르지만 양곤 일대의 버마어에서는 분리하여 표현하지 않는다. 이를 반영하여 표준 버마어에서 1인칭 화자는 짜노(남), 짜마(여)로 분리한다.
이라와디 계곡 일대의 방언이 현재의 표준 버마어의 뿌리가 된 것과 관련해서는 두 가지 이유를 찾아볼 수 있다. 우선, 버마어의 교육은 사찰을 기반으로 하여 이뤄지며 이라와디강 일대는 미얀마인의 오랜 거주 지역이라 차이가 상대적으로 적게 나타난다. 영국이 미얀마를 합병한 지 5년 뒤에 실시한 조사에 따르면 꼰바웅 왕조 하 미얀마인의 문해율은 62.5%로 상당히 높은 수치를 보였으며 상부 미얀마 지역의 문해율은 더욱 높았다. 카친족과 같은 소수 종족을 제외했다면 문해율은 더 높았을 것인데 전국을 분석한 결과 남성(49%), 여성(5.5%)로 나타났다. 둘째로, 하부 미얀마 지역에 버마어 화자가 대거 이주하게 된 것은 상대적으로 최근에 속한다. 이 지역은 1700년대 후반에 이르기까지는 몬어가 제1언어였으나 꼰바웅 왕조가 한타와디 왕조를 무너뜨리면서 양곤 일대인 하부 미얀마까지 장악하게 되어 버마어가 널리 퍼지게 된 것이다. 1830년대에 이르러서는 주민 90%가 스스로를 버마족이라 인식했으며 이는 결혼, 이주 등의 적극적 동화정책에 따른 것으로 볼 수 있다.

#### 이라와디 계곡 이외 지역
이 외의 대부분의 주요 방언은 이라와디 계곡 이외의 지역에서 사용되는 말로, 이 지역은 미얀마인의 전통 거주 지역에서 떨어져 있다. 미얀마 정부는 135개의 소수 종족을 공표하고 있지만 그 또한 정확하다고 볼 수 없다. 일례로 가장 북쪽 국경 지대인 카친 주의 카친족은 다시 54개의 부족으로 나뉘기 때문에 방언 또한 여러 갈래로 나뉜다.
미얀마에서 가장 남쪽에 위치한 타닌타리 관구의 방언은 에익 방언(Myeik), 타보 방언(Tavoyan/Dawei) 등인데 두 방언은 유사점이 많으나 성조, 발음(모음) 등 음성학적 측면에서는 명확히 설명하기 어렵다. 에익 방언 화자는 25만 명이며 타보 방언 화자는 40만 명으로 추산된다.
라카인주에서 널리 사용되는 아라칸어(Arakanese, Rakhine)는 표준어와 상호 소통이 가능하다. 두 언어가 구분되는 가장 큰 특징은 |ɹ|(r) 소리가 강조되는 것이다. 이에 반해 버마어는 r 소리가 드물게 나타난다.

## 실현
버마어는 양층언어로, 문어체에 쓰는 언어와 일반적으로 쓰이는 구어체가 다르다. 문어체 미얀마어(မြန်မာစာ mranma ca)는 공식 문건 및 문서에 쓰이며 신문, 방송, 연설 등에서 사용된다. 구어체 미얀마어(မြန်မာစကား mranma ca.ka:)는 회화나 비공식적인 자리에서 쓰이는 말투로, 만화, 문학 작품 등에서 일상 대화를 묘사할 때도 쓰인다.
문어체에서는 일반 대화에서 나타나지 않는 문법 구조나 관사, 대명사, 소유격 조사 등이 나타난다. 이러한 특징은 '표지'라 칭해지는데 특정한 언어가 다른 언어와 다른 특성을 갖고 있음을 일컫는다. 미얀마에서 나타나는 표지의 특징은 문어체와 구어체 간 연관성이 거의 없다는 데 있다.
동사의 경우 문어체에서 사용되는 어휘를 여러 개의 동사를 배열하여 문어체에서 사용되는 복잡한 표현을 순화하며, 이것을 하나의 서술어로 취급하는 경향이 있다. 또한 문어체에서 사용되는 조동사 대신 동사를 통해 '가지다, 얻다'라는 뜻을 가진 ရ를 이용하여 당위성을, '이기다'라는 뜻을 가진 နိုင်을 이용하여 능력 혹은 가능성을, '오다'라는 လာ나 이용하여 방향성을 나타내는 조동사로 사용하는 것이 그 예이다.
이러한 현상에 해당되는 어휘의 예는 다음과 같다.
- "이": 문어체 ဤ i → 구어체 ဒီ di
- "저": 문어체 ထို htui → 구어체 ဟို hui

다음 예문은 문어와 구어에서 나타나는 문법적 차이를 표기한 예시다.
|               | 명사      | 동사    | 불변화사 | 명사 | 불변화사                | 수사    | 불변화사 | 동사 | 불변화사 | 불변화사  | 불변화사 |
| 문어체 (HIGH) | ရှစ်လေးလုံးအရေးအခင်း | ဖြစ်      | သောအခါက     | လူ    | ဦးရေ                      | ၃၀၀၀    | မျှ        | သေဆုံး   | ခဲ့        | ကြ         | သည်။      |
| 구어체 (LOW)  | ရှစ်လေးလုံးအရေးအခင်း | ဖြစ်      | တုံးက       | လူ    | အယောက်                     | ၃၀၀၀    | လောက်       | သေ    | ခဲ့        | -         | တယ်။      |
| 대칭          | 8888 항쟁 | 일어 났 | 을때     | 사람 | 파악된다(수가 ~가 되다) | 3,000명 | 대략     | 죽   | 었       | 복수 표시 | 다.      |

버마어 회화체는 공손함을 다양하게 표현할 수 있으며 청중을 고려하여 화자의 지위나 나이를 표현하는 높임말이 있다. 동사구 뒤에 쓰이는 소사의 일종인 ပါ pa는 공손함을 표현하는데 쓰인다. 뿐만 아니라 발음상에서도 예의의 정도에 따라 차이가 나타난다. 많은 경우 선생님이나 사무관, 연장자를 소개하는 등의 공손한 표현을 할 때 1, 2인칭 대신 3인칭 대명사를 쓰거나 혈족 관계를 지칭하는 언어를 사용한다. 어휘의 경우 불교에 관련되어 승려와 평신도를 명확히 구분하는 단어가 구어체에서도 존재한다.
다음은 평신도와 승려에 대해 사용되는 어휘를 보여주는 예이다.(앞: 승려, 뒤: 평신도)
- “자다” (동사): ကျိန်း kyin: [tɕéɪɴ] , အိပ် ip' [eɪʔ]
- “죽다” (동사): ပျံတော်မူ pyam tau mu [pjàɴ dɔ̀ mù] , သေ se [θè]

구어체는 '권위와 위엄이 떨어진다'라는 이유로 멸시를 받기도 했는데, 1960년대 중반 일부 미얀마 작가들은 문어체를 버리고 회화체(구어체)를 공식 문체로 써야 한다고 주장하기도 했다. 체코 출신의 버마어 학자인 민 라트는 버마어 쓰임새 자체에서 문어체를 쓰지 않을 것을 제안하기도 했다. 그러나 문어체는 여전히 공식 행정 문건에 사용되고 있으며, 비공식적인 방송 내용이나 문학 작품에서는 회화체가 쓰이고 있다. 오늘날 텔레비전 뉴스 방송이나 만화, 상업 광고는 회화체와 문어체를 섞어 쓰는 경향도 나타나고 있다.

## 어휘
버마어 단어는 주로 단음절이 많으며 티베트버마어족에 속하는 어군에서 유래한 단어도 많다. 차용어는 영어와 같은 인도유럽어족 언어에서 차용되며 이들은 주로 다음절인데, 몬어나 크메르어에서 차용한 단어들은 2음절이다. 차용어의 대다수는 명사이다.
상좌부 불교에서 의식어로 쓰이는 팔리어는 버마어 단어 확대에 큰 영향을 끼쳤으며 언어 자체에 미친 영향도 많다. 두 언어는 음성학 측면에서 유사한 바가 많으며 버마 문자는 팔리어 철자를 정확하게 표기할 수 있다. 팔리어에서 차용된 어휘는 종교, 정부, 예술, 과학 분야에서 사용된다.
팔리어에서 차용한 단어는 크게 네 범주로 구분된다.
1. 직접 차용어: 철자법상 변화 없이 그대로 차용된 경우
  - “삶”: 팔리어 ဇီဝ jiva → 버마어 ဇီဝ jiva
2. 생략한 단어 차용: 음절을 축소하거나 철자법을 바꾸어 차용한 경우 (보통 발음 구별 부호를 단어 맨 마지막 단어에 찍는데 자음 자체로 발음 가능한 모음을 굳이 표기하지 않는 용도로 쓰인다.)[40]
  - “카르마”: 팔리어 ကမ္မ kamma → 버마어 ကံ kam
  - “새벽”: 팔리어 အရုဏ aruṇa → 버마어 အရုဏ် arun
  - “장점”: 팔리어 ကုသလ kusala → 버마어 ကုသိုလ် kusuil
3. 이중 차용: 팔리어에서 유래한 두 종류의 쌍형어를 차용한 것[39]
  - 팔리어 မာန māna → 버마어 မာန [màna̰] “오만함”, မာန် [màɴ] “자신감”
4. 혼종어 (번역차용): 순수 버마어와 팔리어 혹은 팔리어 단어를 결합한 합성어[41]
  - “비행기”: လေယာဉ်ပျံ [lè jɪ̀ɴ bjàɴ], “공기 기계 난다”(air machine fly), ← လေ (“공기”를 뜻하는 고유어) + ယာဉ် (탈 것을 가리키는 팔리어: yana) + ပျံ (“날다”를 뜻하는 고유어)[41]

팔리어 외에도 몬어에서 차용한 단어가 매우 많은데 몬족은 여전히 하부 미얀마 지역에 사는 주요 종족이다. 몬어에서 차용한 단어는 영국 식민지 이전 수세기 동안 버마어와 별다른 구분 없이 쓰였기 때문에 차용어인지에 대해서 분간이 되지 않을 정도로 깊이 녹아 들어 있다. 보통은 동물상, 식물상, 섬유, 음식, 탈것, 공예품, 건축 용어 등에서 나타난다.
영어로부터 유입된 단어는 영국의 지배에 따른 자연적 결과로 근대적 기관이나 측정 단위, 기술 분야에 관련된 용어는 다음과 같이 영어에서 차용한 것이 많다.
1. 직접 차용어: 버마어에 발음 그대로 차용된 단어[43]
  - democracy: “민주주의” → 버마어 ဒီမိုကရေစီ
  - human rights: “인권” → 버마어 လူ့အခွင့်အရေး (လူ့ “인간” + အခွင့်အရေး "권리")
2. 혼종어: 미얀마어와 영어 단어를 결합한 합성어[44]
  - to sign: ဆိုင်းထိုး [sʰáɪɴ tʰó] ← ဆိုင်း (“sign”) + ထိုး (버마어 “등록하다”).

상대적으로 예는 많지 않지만 산스크리트어(종교), 힌디어(음식, 행정, 쇼핑), 중국어(음식, 놀이)에서 차용한 단어도 있다.
- “포피아”(Popiah): ကော်ပြန့် [kɔ̀pja̰ɴ](민난어: 潤餅 (jūn-piáⁿ))
- “아내”: ဇနီး [zəní](우르두어:جاني, jani)[45]
- “국수”: ခေါက်ဆွဲ [kʰaʊʔ sʰwɛ́](샨어:ၶဝ်ႈသွႆး [kʰāu sʰɔi])
- “피트”: ပေ [pè](포르투갈어: pé)
- “국기”: အလံ [əlàɴ](아랍어: علم ʕalam)
- “창고”: [ɡòdàʊɴ](말레이어: gudang)

영국의 식민통치기가 끝나자 미얀마 정부는 영어에서 유입된 단어 사용의 제한을 추진하여 새로운 단어를 도입하기도 했다. 대표적인 예는 텔레비전인데 미얀마 서적에서는 텔레비전이라는 단어 대신에 “그림을 보고, 소리를 듣는다”는 뜻을 지닌 어구 ရုပ်မြင်သံကြား를 쓰도록 했다. 다른 예는 “운송수단”을 나타내는 단어 ယာဉ် [jɪ̀ɴ]를 쓰도록 한 것인데 회화체에서는 영어에서 차용한 ကား [ká](영어의 자동차 “car”와 동일)를 사용한다. 이와 같은 정부의 언어 정책으로 영어 차용어는 신조어로 대체됐는데 대표적인 예는 영어의 “University"이다. 현재는 팔리어에서 유래한 신조어 တက္ကသိုလ် [teʔkəðò]를 도입했는데 이 단어는 현재의 파키스탄에 위치하던 고대 대학 도시 탁실라의 철자법에서 따온 것이다.

## 음성

### 자음
버마어 자음은 전부 33개가 있다. 유성음・무성음의 대립, 중국어와 한국어에서의 유기음・무기음의 구별 등도 찾아볼 수 있다.
초성은 자음이나 여러 자음이 묶음(cluster)으로 올 수 있으며 다음에 모음이 와서 하나의 음절이 된다. 다른 아부기다 문자와 같이 모음은 발음구분 기호가 자음의 위, 아래, 앞, 뒤에 표시되어 있어 성조가 구분되는데 자음은 자체적으로 아 소리를 달고 있기 때문에 모음과 결합하면서 변용되고 별도로 발음 구별 표시를 하지는 않는다.
다음의 두 표는 국제음성기호 상 구분한 것으로 문자의 소리에 따라 순서대로 구성한 것이다.
| 명칭              | 자음군                   | 자음군                   | 자음군                  | 자음군                  | 자음군                  | 자음군                  | 자음군                 | 자음군                 | 자음군           | 자음군           |
| 명칭              | 무기음 (သိထိလ)             | 무기음 (သိထိလ)             | 유기음 (ဓနိတ)            | 유기음 (ဓနိတ)            | 유성음 (လဟု)             | 유성음 (လဟု)             | 유성음 (လဟု)            | 유성음 (လဟု)            | 비강음 (နိဂ္ဂဟိတ)   | 비강음 (နိဂ္ဂဟိတ)   |
| ----------------- | ------------------------ | ------------------------ | ----------------------- | ----------------------- | ----------------------- | ----------------------- | ---------------------- | ---------------------- | ---------------- | ---------------- |
| 후두음 (ကဏ္ဍဇ) ကဝဂ် | က                        | /k/                      | ခ                       | /kʰ/                    | ဂ                       | /ɡ/                     | ဃ                      | /ɡ/                    | င                | /ŋ/              |
| 후두음 (ကဏ္ဍဇ) ကဝဂ် | ကကြီး [ka̰ dʑí]              | ကကြီး [ka̰ dʑí]              | ခကွေး [kʰa̰ ɡwé]            | ခကွေး [kʰa̰ ɡwé]            | ဂငယ် [ɡa̰ ŋɛ̀]             | ဂငယ် [ɡa̰ ŋɛ̀]             | ဃကြီး [ɡa̰ dʑí]            | ဃကြီး [ɡa̰ dʑí]            | င [ŋa̰]           | င [ŋa̰]           |
| 구개음 (တာလုဇ) စဝဂ်  | စ                        | /s/                      | ဆ                       | /sʰ/                    | ဇ                       | /z/                     | ဈ                      | /z/                    | ဉ / ည            | /ɲ/              |
| 구개음 (တာလုဇ) စဝဂ်  | စလုံး [sa̰ lóʊɴ]             | စလုံး [sa̰ lóʊɴ]             | ဆလိမ် [sʰa̰ lèɪɴ]          | ဆလိမ် [sʰa̰ lèɪɴ]          | ဇကွဲ [za̰ ɡwɛ́]             | ဇကွဲ [za̰ ɡwɛ́]             | ဈမျဉ်းဆွဲ [za̰ mjɪ̀ɴ zwɛ́]     | ဈမျဉ်းဆွဲ [za̰ mjɪ̀ɴ zwɛ́]     | ညကလေး/ ညကြီး [ɲa̰ dʑí] | ညကလေး/ ညကြီး [ɲa̰ dʑí] |
| 치경음 (မုဒ္ဒဇ) ဋဝဂ် | ဋ                        | /t/                      | ဌ                       | /tʰ/                    | ဍ                       | /d/                     | ဎ                      | /d/                    | ဏ                | /n/              |
| 치경음 (မုဒ္ဒဇ) ဋဝဂ် | ဋသန်လျင်းချိတ် [ta̰ təlɪ́ɴ dʑeɪʔ] | ဋသန်လျင်းချိတ် [ta̰ təlɪ́ɴ dʑeɪʔ] | ဌဝမ်းဘဲ [tʰa̰ wʊ́ɴ bɛ́]       | ဌဝမ်းဘဲ [tʰa̰ wʊ́ɴ bɛ́]       | ဍရင်ကောက် [da̰ jɪ̀ɴ ɡaʊʔ]     | ဍရင်ကောက် [da̰ jɪ̀ɴ ɡaʊʔ]     | ဎရေမှုတ် [da̰ jè m̥oʊʔ]      | ဎရေမှုတ် [da̰ jè m̥oʊʔ]      | ဏကြီး [na̰ dʑí]      | ဏကြီး [na̰ dʑí]      |
| 치음 (ဒန္တဇ) တဝဂ်   | တ                        | /t/                      | ထ                       | /tʰ/                    | ဒ                       | /d/                     | ဓ                      | /d/                    | န                | /n/              |
| 치음 (ဒန္တဇ) တဝဂ်   | တဝမ်းပူ [ta̰ wʊ́ɴ bù]         | တဝမ်းပူ [ta̰ wʊ́ɴ bù]         | ထဆင်ထူး [tʰa̰ sʰɪ̀ɴ dú]      | ထဆင်ထူး [tʰa̰ sʰɪ̀ɴ dú]      | ဒထွေး [da̰ dwé]             | ဒထွေး [da̰ dwé]             | ဓအောက်ခြိုက် [da̰ ʔaʊʔ tɕʰaɪʔ] | ဓအောက်ခြိုက် [da̰ ʔaʊʔ tɕʰaɪʔ] | နငယ် [na̰ ŋɛ̀]      | နငယ် [na̰ ŋɛ̀]      |
| 순음 (ဩဌဇ) ပဝဂ်    | ပ                        | /p/                      | ဖ                       | /pʰ/                    | ဗ                       | /b/                     | ဘ                      | /b/                    | မ                | /m/              |
| 순음 (ဩဌဇ) ပဝဂ်    | ပစောက် ([pa̰ zaʊʔ])          | ပစောက် ([pa̰ zaʊʔ])          | ဖဦးထုပ် ([pʰa̰ ʔóʊʔ tʰoʊʔ]) | ဖဦးထုပ် ([pʰa̰ ʔóʊʔ tʰoʊʔ]) | ဗထက်ခြိုက်‌ ([ba̰ lɛʔ tɕʰaɪʔ]) | ဗထက်ခြိုက်‌ ([ba̰ lɛʔ tɕʰaɪʔ]) | ဘကုန်း ([ba̰ ɡóʊɴ])        | ဘကုန်း ([ba̰ ɡóʊɴ])        | မ [ma̰]           | မ [ma̰]           |
| 기타              |                          |                          |                         |                         |                         |                         |                        |                        |                  |                  |
| 규칙외 (အဝဂ်)      | ယ                        | /j/                      | ရ                       | /j/                     | လ                       | /l/                     | ဝ                      | /w/                    | သ                | /θ/              |
| 규칙외 (အဝဂ်)      | ယပက်လက် [ja̰ pɛʔ lɛʔ]       | ယပက်လက် [ja̰ pɛʔ lɛʔ]       | ရကောက်‌ [ja̰ ɡaʊʔ]           | ရကောက်‌ [ja̰ ɡaʊʔ]           | လငယ် [la̰ ŋɛ̀]             | လငယ် [la̰ ŋɛ̀]             | ဝ‌ [wa̰]                 | ဝ‌ [wa̰]                 | သ‌ [θa̰]           | သ‌ [θa̰]           |
| 규칙외 (အဝဂ်)      |                          |                          | ဟ                       | /h/                     | ဠ                       | /l/                     | အ                      | /ʔ/                    |                  |                  |
| 규칙외 (အဝဂ်)      | ဟ‌ [ha̰]                   | ဟ‌ [ha̰]                   | ဠကြီး [la̰ dʑí]             | ဠကြီး [la̰ dʑí]             | အ [ʔa̰]                  | အ [ʔa̰]                  |                        |                        |                  |                  |

|               | 양순음       | 치음         | 치경음       | 후치경음 및 구개음 | 연구개음 및 순음화 연구개음 | 성문음 | 기타 |
| ------------- | ------------ | ------------ | ------------ | ------------------ | --------------------------- | ------ | ---- |
| 비강음        | [m̥] [m]      | [n̥] [n]      | [n̥] [n]      | [ɲ̊] [ɲ]            | [ŋ̊] [ŋ]                     |        | [ɴ]  |
| 파열음/파찰음 | [pʰ] [p] [b] | [tʰ] [t] [d] | [tʰ] [t] [d] | [tɕʰ] [tɕ] [dʑ]    | [kʰ] [k] [ɡ]                | [ʔ]    |      |
| 마찰음        |              | [θ] [(ð)]1   | [sʰ] [s] [z] | [ʃ]                |                             | [h]    |      |
| 접근음        |              | [(ɹ)]2       | [(ɹ)]2       | [j]                | [(w̥)]3 [w]                  |        |      |
| 설측음        |              | [l̥] [l]      | [l̥] [l]      |                    |                             |        |      |

1. [ð]는 같은 음소로 발음되는 이음에서 [θ] 유성음을 제외하고는 흔치 않다.
2. [ɹ] 영어의 r에 해당한다 볼 수 있는 치경접근음은 버마어에서 드물다. 산스크리트어나 팔리어의 발음이 남아 있는 장소명 혹은 영어에서 차용한 단어에서만 나타난다.
3. [w̥] 이중모음은 현대 미얀마에서는 거의 사라져서 외국어 이름이나 일부 고유어를 제외하고는 많지 않다.

### 모음
버마어는 아부기다 문자와 흡사한 특성을 갖고 있어 자음이 위주이며 모음은 자음과 딸려 써야 하기 때문에 단독으로 쓸 수 없다. 모음은 자음의 아래, 위, 아래, 오른쪽에 위치하여 결합한다.
예를 들어 미얀마의 공식 화폐인 미얀마 짯은 현지어로 ကျပ်이다. 앞글자 ကျ(kya)는 자음 က(ka)에 모음 ah가 붙어 kya가 된 것이다.
|          | 단모음   | 단모음          | 이중모음        | 이중모음 |
| 전설모음 | 후설모음 | 전설모음 경과음 | 후설모음 경과음 |          |
| -------- | -------- | --------------- | --------------- | -------- |
| 고모음   | [i]      | [u]             |                 |          |
| 중고모음 | [e]      | [o]             | [ei]            | [ou]     |
| 중모음   | [ə]      | [ə]             |                 |          |
| 중저모음 | [ɛ]      | [ɔ]             |                 |          |
| 저모음   | [a]      | [a]             | [ai]            | [au]     |

- 단모음

- a: "아"
- i: "이"
- u: "우"보다 입술을 더 둥그렇게 한다.
- e: "에"보다 입을 평평하게 한다.
- E: "에"보다 입을 크게 벌린다.
- o: "오"보다 입을 크게 벌린다.
- O: "오"보다 입술을 둥그렇게 한다.
- A: 위 모음들이 약화되어 생기는 비강세모음. IPA의 “슈와(schwa)”.

- 비모음:‘aN’, ‘iN’, ‘eiN’처럼 모음의 끝이 비음화(鼻音化)한다. "-m", "-n", "-ŋ"은 현대 버마어에는 그 구별이 사라져 모두 비음화된다. 버마어의 이중모음, 단모음은 iN, auN, aiN, aN, eiN, ouN, uN(wuN) 을 들 수 있다.

- 성문폐쇄음: “앗!”은 목구멍을 통해 느껴지는 소리다. "앗"의 "ㅅ"받침에 가까운 소리로서 "-p", "-t", "-k", "-s"의 끝음이 남아 있는 일부 외래어（/bas ka:/）를 제외하면 성문폐쇄음으로 변화. 자음기호에 아닷(Athaʔ)과 호칭 보조기호를 표시한다.
- 앞의 모음 "i"에 "-p" 그리고 "-t"와 연결되면 "-ei"
- 앞의 모음 "-u"에 "-p" 그리고 "-t"와 연결되면 "-ou"
- 앞의 모음 "-O"에 "-k"가 연결되면 "-au"
- 앞의 모음 "-o"에 "-k"가 연결되면 "-ai"

### 성조
버마어는 성조언어에 속하며 모음의 차이에 따라 의미가 달라지므로 음절의 높낮이, 지속 정도, 강세, 발성 등에 영향을 받아 뜻이 달라진다. 그러나 일부 언어학자들은 버마어를 음역어의 일종으로 보기도 한다. 버마어는 문자에 성조 표기가 나타난다. 자음이 자체적으로 갖고 있는 소리(A)가 있다 할 지라도 결합 방식에 따라서 성조가 달라지므로 의미 또한 달라진다. 중국어와 같이 성조에 따라 뜻이 달라지므로 같은 Ah소리라 하더라도 하강조 Ah(↘)는 바보, 저평조 Ah는 말싸움, 고평조 Ah(↗)는 자유시간을 갖다의 동사 뜻이 된다.
- 저평조: 저음을 유지하여 발음한다. 낮고 길게 높낮음이 거의 없다. 글자에 별도의 표기를 하지 않는다.
- 고평조: 고음을 유지하여 발음한다. 단어가 문장 끝에 오면 내려가기도 한다. 콜론과 비슷한: 가 표시된다.
- 하강조: 고음에서 급격히 하강한다. 높고 짧게 발음한다. 이 경우 글자 아래에 점을 찍는다.[54][55]

구어체 버마어에 관련하여 언어학자들은 실질적으로 서너개의 성조라기보다는 두 개의 성조가 존재한다고 보는데 고평조와 일반평조로 본다. 고평조 어휘란 파열음이나 음높이가 높은 상태로 종결하는 단어를 말하며 일반평조의 단어는 상대적으로 소리가 낮거나 음폭 변화가 없는 단어를 가리킨다. 성조의 형태와 개수에 대한 의견 차이가 있는 것은 네 개의 성조가 자음과 모음의 결합에 의해 만들어지는데 발음 시 성조(tone), 지속(duration), 강도(intensity), 모음의 성격(voice quality), 결합구조(syllable structure) 등 다양한 부분에 상호작용을 하기 때문으로 음성을 분석할 때 문법교본과 차이가 나타나는 경우가 적지 않기 때문이다.

### 음절 구조
버마어의 음절 구조는 자음(반모음)모음(모음+자음)의 순으로 결합하며 초성 뒤에 반모음이 결합한다. 중성과 종성을 일컫는 라임은 단모음으로 구성되거나 단모음과 자음이 만나며 이중모음인 경우 자음 하나를 포함한다. 종성에 올 수 있는 자음은 /ʔ/와 /ɴ/ 둘 뿐이다. 이때 /ɴ/는 비음이 강한 n 소리를 나타내며 이중모음 뒤에 올 /N/이 올 경우 연구개음이 된다. 그렇지 않을 경우에는 혀끝에서 발음된다.
- 자음+모음 /mè/ “소녀”
- 자음+반모음+모음 /mjè/ “지구”
- 자음+반모음+모음+자음 /mjɛʔ/ “눈”
- 자음+모음모음+자음 /màʊɴ/ 젊은 남성을 지칭하는 말
- 자음+반모음+모음+모음+자음 /mjáʊɴ/ “웅덩이”

## 문자

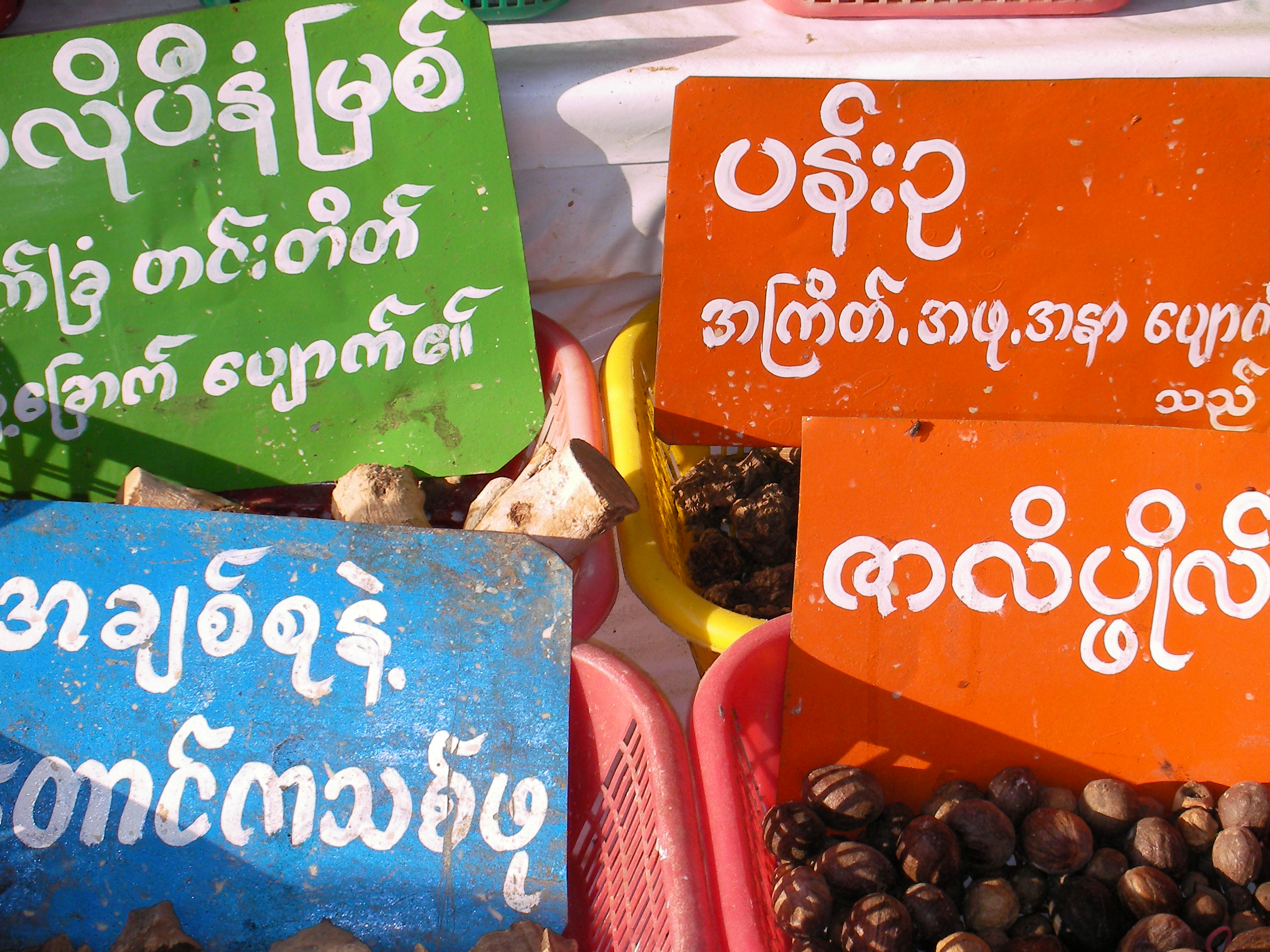
버마 문자의 사용예

구두점에는 마침표와 쉼표를 쓰며, 버마 특유의 숫자도 있다.
버마 문자는 33개의 문자와 12개의 모음으로 구성되며 왼쪽에서 오른쪽으로 쓴다. 띄어쓰기가 사용되지 않으며 현대 버마어에서는 가독성을 높이기 위해 절이 끝난 뒤에 약간의 공간을 두기도 한다.
က, ခ, ဂ, ဃ, င, စ, ဆ, ဇ, ဈ, ည, ဋ, ဌ, ဍ, ဎ, ဏ, တ, ထ, ဒ, ဓ, န, ပ, ဖ, ဗ, ဘ, မ, ယ, ရ, လ, ဝ, သ, ဟ, ဠ, အ
버마어는 원형으로 생긴 것이 특징이며 아부기다의 특성을 갖고 있어서 모든 자음은 딸림 모음 a [a̰] 또는 [ə]를 포함한다. 자음은 6개의 자음 그룹으로 나뉘는데 이를 ဝဂ်라 칭하며 발음되는 곳에 따라 구분한다. 성조나 모음 변화는 왼쪽에서 문자의 상하좌우에 표시된다.
철자법 상으로는 중간 자음 소리 [-l-]와 [-ɹ-]가 합쳐진 것에 따른 것으로 문법 구조나 음성학적 특성이 전반적으로 변한 것은 아니다. 문어체는 비음 소리([-n, -m, -ŋ])를 다 포함하고 있지만 구어체에서는 [-ɴ] 하나로 표현된다. 단, 응 소리[-ɲ]는 광모음 [i, e, ɛ] 등으로 표현된다. 유사하게 다른 자음 소리 [-s, -p, -t, -k]는 성문폐쇄음 [-ʔ]으로 축소됐다. 유사한 소리의 변화는 상하이어와 광동어에서도 나타난다.
버마 문자는 문자 자체로 발음하는 경우에 모음 a를 동반하며 기본 문자에 특정의 부호를 첨가하여 만든다.

## 문법
버마어의 기본어순은 주어-목적어-동사이다. 대명사는 청중의 지위와 성에 따라 변화한다. 기본적으로 버마어 어휘는 단음절이며 각 단어가 다른 언어와 결합 시에는 접두어로 사용 가능하다. 동사 어미변화가 없는 대신에 동사 되에 접미사가 붙는다. 예를 들어 "먹다"의 동사 khaစား는 변화 시 동사 자체가 변화하지는 않는다.

### 형용사

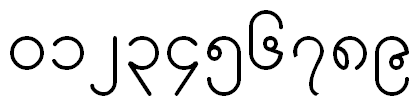
버마어로 표기한 숫자(0-9)

미얀마어 자체에는 형용사가 없으며 실상은 동사가 명사에 붙어서 형용사의 뜻을 나타내게 하는데 이를 표현하는 불변화사가 တဲ့ tai [dɛ̰]인데 문어체에서는 သော tau: [θɔ́]이다. 사람을 뜻하는 단어 lu(လူ)가 "아름다운"을 뜻하는 형용사 သာယာလွပသည와 결합하여 "아름다운 사람"이라 칭할 때에는 아래와 같이 표현한다.
구어체: ချောတဲ့လူ hkyau: tai. lu [tɕʰɔ́ dɛ̰ lù]
문어체: ချောသောလူ hkyau: so: lu
풀이: "아름다운" + 불변화사 + "사람"
즉, 불편화사가 형용사와 명사 사이에 들어가서 의미를 만드는 것이다. 형용사가 명사와 결합하여 합성어를 만들기도 하며 이때에는 불변화사 없이 두 단가 붙어 "미인"이라는 뜻이 되는데 이때에는 명사+형용사의 순서이다.
လူချော lu hkyau: [lù tɕʰɔ́] "사람" + "아름답다").
비교급은 일반적으로 "가" + ထက်ပို htak pui [tʰeʔ pò] + 형용사의 순으로 표현되며 "가"는 비교의 대상을 지칭한다. 최상급은 접미사 အ a. [ʔə] + 형용사 + ဆုံး hcum: [zóʊɴ]의 순으로 표기한다. 수사는 한정하는 명사에 따라 붙는데 성조의 차이가 나타난다. 저평형에서 하강형으로 바뀌는 형태를 뛰는데 주변 단어에 따라 강약이 바뀌기도 한다.

### 동사
버마어는 SOV형 언어이기 때문에 동사가 마지막에 나타나므로 주동사에 한 개 혹은 그 이상의 불변화사 혹은 어미가 붙어서 문장이나 절의 마지막을 표시한다. 동사에 붙는 어미는 매우 다양하며 대명사의 쓰임새에 비해 동사의 쓰임새가 매우 발달되어 있는 언어이다.
단어 구조에 따라서는 단일 동사와 다른 2개의 동사가 결합된 복합동사로 구분되며 2음절, 3음절, 4음절 복합동사가 있다. 3음절 복합동사에는 2음절 명사와 단음절동사 혹은 단음절형용사가 결합하여 이뤄진다. 2음절 명사의 경우 눈이나 얼굴, 성격 등의 신체에 관련된 단어들이 포함되는 경우가 많다.
버마어 동사의 어근에는 시제, 의도, 예절, 서법 등을 나타내는 어미가 붙으며 문어체와 구어체의 형태가 다른 경우도 있다. 동사에 어미가 없는 경우는 명령형에 한정된다. 일례로, "먹다"를 뜻하는 동사 "싸"စား가 원형 그대로 쓰일 때는 먹어라의 뜻이 된다.
구조상 동사가 문장 끝에 있고 동사 어미가 붙기 때문에 이를 빼고 봐야 본동사를 찾을 수 있으며 후치사나 부사어구가 본동사 앞에 있을 수 있기 때문에 면밀히 봐야 한다. 또한 동사 가운데에서도 다른 동사의 보격으로 혹은 다른 동사를 취할 수 있는 동사와 그렇지 않은 동사가 있다. 일례로, 살다를 뜻하는 동사 "ne"와 "khyaN" 둘 중 ne 동사는 다른 동사의 보격으로 사용될 수 있지만 동사 "khyaN"는 단독으로만 쓰인다. 이때 보격으로 쓰이게 되는 동사는 단독으로 쓰일 때의 의미와 달라질 수 있으며 이는 문장의 중심 의미가 본동사에 있기 때문이다.
시제의 경우에 접미어 တယ် tai [dɛ̀]는 현재 시제 혹은 일반 사실 기술을 뜻하며 စားတယ် sa: tai [sá dɛ̀]는 "나는 먹는다"의 뜻이다. 접미어 ခဲ့ hkai. [ɡɛ̰]는 과거 시제를 나타낸다. 단, 이 어미는 과거 시제에 항상 붙는 어미는 아니다. 진행형을 뜻하는 어미는 နေ ne [nè]이며 영어식 진행형에 해당한다.
စားနေတယ် ca: ne tai [sá nè dɛ̀] "나는 먹고 있다."
불변화사 ပြီ pri [bjì]는 주어가 했어야 하는 일이 지금 진행중임을 나타내는 어미이며 မယ် mai [mɛ̀]는 미래형 어미를 가리킨다.
စားမယ် ca: mai [sá mɛ̀] "나는 먹을 것이다"
부정어 불변화사는 크게 세 종류가 있으며 ma(မ), nay(နဲ့), bu(ဘူး)가 있다. 이 중 마는 접두어로 오며 나이는 부정명령형을 표시하는 어미이다.
မစားနဲ့ ma.ca: nai. [məsá nɛ̰] "먹지 마라"
မစားဘူး ma.ca: bhu: [məsá bú] "나는 먹지 않는다"

### 명사
명사에 접미사 twe(တွေ)가 붙어 복수형을 만드는데 이 형태 또한 문어체와 구어체 간 사이가 나타난다.
- မြစ် mrac [mjɪʔ] "강"
- မြစ်တွေ mrac twe [mjɪʔ tè] "강들" (구어)
- မြစ်များ mrac mya: [mjɪʔ mjá] "강들" (문어)
- မြစ်တို့ mrac tou: [mjɪʔ to̰] "강들"

물질명사와 같이 불가산명사인 경우 해당 접미사가 붙지 않는다.
| ကလေး       | ၅    | ယောက်     |
| hka.le:  | nga: | yauk   |
| [/kʰəlé] | [ŋá] | [jaʊʔ] |
| 아이     | 5    | 분류사 |
버마어는 인도유럽어족 언어와 같이 성변화를 하지는 않지만 동식물의 경우에는 특별히 구분이 이뤄지곤 한다. 수놈인 경우에는 보통 띠(ထီး), [tʰí]) 파(ဖ , [pʰa̰]), 피(ဖို, [pʰò])가 쓰이며 암놈인 경우에는 마(မ, [ma̰])가 쓰인다.
- ကြောင်ထီး kraung hti: [tɕàʊɴ tʰí] "숫고양이"
- ကြောင်မ kraung ma. [tɕàʊɴ ma̰] "암고양이"
- ထန်းဖို htan: hpui [tʰáɴ pʰò] "다라수"

#### 수분류사
이웃 국가의 언어인 태국어나 벵갈어, 중국어와 같이 버마어 또한 수분류사가 있다. 버마어는 한국어와 같이 "명사 + 수관형사 + 분류사"로 표현을 하기 때문에 "학생 두 명"과 같은 형태가 나타난다. 수를 셀 때에는 앞에 수분류사가 붙어 기능한다.
기본 형태는 세야 하는 명사 + 수 형용사 + 분류사인데 0으로 끝나는 어림수일 경우만 제외하여 이때에만 명사 + 분류사 + 수 형용사의 순서를 띤다. 단, 10이 붙을 때에만 기본 형태를 따른다.
시간 단위인 "시간"(နာရီ), "일"(ရက်), "월"(လ)에는 수분류사가 붙지 않는다. 다음은 일부 수분류사의 예이다.
| 버마어 | MLCTS | IPA    | 용법               | 비고                                 |
| ------ | ----- | ------ | ------------------ | ------------------------------------ |
| ယောက်     | yauk  | [jaʊʔ] | 사람               | 구어체                               |
| ဦး      | u:    | [ʔú]   | 사람               | 문어체 및 종교인 대상                |
| ပါး      | pa:   | [bá]   | 사람               | 불교 승려에만 사용                   |
| ကောင်     | kaung | [kàʊɴ] | 동물               |                                      |
| ခု      | hku.  | [kʰṵ]  | 일반 분류사        | 동물을 제외하고 대부분의 명사와 병용 |
| လုံး      | lum:  | [lóʊɴ] | 원형의 물체        |                                      |
| ပြား      | pra:  | [pjá]  | 평평한 물체        |                                      |
| စု      | cu.   | [sṵ]   | 무리지어 있는 대상 | [zṵ]로 병용 가능                     |

### 조어
버마어는 조어 사용이 매우 많으며 600년 이상 존재한 것으로 추정되는데 이를 버마어에서 ပစ္စည်း라 지칭한다. 자연히 이들 단어는 한국어의 조사와 같이 별도로 해석이 되지 않으며 단어 앞이나 뒤에 위치하여 존경, 시제, 서법 등을 나타낸다.
1993년 출간된 《미얀마어-영어 사전》은 449개의 조어가 있다고 명시하고 있으며 조어 또한 문어와 구어의 차이가 상당하다.
일부 조어는 품사를 바꾸는 역할을 하는데 가장 흔한 것은 "어"(အ [ə])로 동사나 형용사 앞에 붙어서 명사나 동사로 변환한다. 예를 들어 "들어가다"의 뜻을 지닌 버마어 ဝင်에 အ가 붙으면 출구(အဝင်)라는 뜻이 된다. "산"(စမ်း [sáɴ])이라는 조어는 명령법을 나타내는 조어이다. 동사 변화 시에 결합하는 경우도 찾을 수 있다.

### 대명사
보통 주어에 대명사가 쓰여 사용되며 명령형이나 구어체에서는 생략되는 것도 흔하다. 일반적으로 구어체에서는 주어에 က([ɡa̰])가, 문어체에서는 , သည်( [θì])가 반드시 붙어야 한다. 목적어로 쓰이는 대명사에는 바로 뒤에
연장자, 선생님, 이방인 등 존칭어가 필요한 경우에는 3인칭 대명사를 사용한다. 한국어의 "저"와 유사한 표현으로 남성의 경우 쩌노(ကျွန်တော်), 여성은 쩌마(ကျွန်မ kya. ma.)라 칭한다. 이 단어는 "당신의 하인"이란 뜻이며 자신을 낮추는 표현이다.
손아래 사람이나 친구와 이야기할 때에는 나를 뜻하는 단어 응아ငါ([ŋà]) 그리고 너를 뜻하는 단어 닌 နင်([nɪ̀ɴ])이 쓰인다. 그럼에도 3인칭 화자 표현이 쓰이기도 한다. 기본적인 대명사는 다음과 같다.
| 인칭  | 단수                         | 단수                                         | 복수*                  | 복수*                                                          |
| 인칭  | 비격식                       | 격식                                         | 비격식                 | 격식                                                           |
| ----- | ---------------------------- | -------------------------------------------- | ---------------------- | -------------------------------------------------------------- |
| 1인칭 | ငါ nga [ŋà]                   | ကျွန်တော်‡ kywan to [tɕənɔ̀] ကျွန်မ† kywan ma. [tɕəma̰] | ငါဒို့ nga tui. [ŋà do̰]    | ကျွန်တော်တို့‡ kywan to tui. [tɕənɔ̀ do̰] ကျွန်မတို့† kywan ma. tui. [tɕəma̰ do̰] |
| 2인칭 | နင် nang [nɪ̀ɴ] မင်း mang: [mɪ́ɴ] | ခင်ဗျား‡ khang bya: [kʰəmjá] ရှင်† hrang [ʃɪ̀ɴ]     | နင်ဒို့ nang tui. [nɪ̀ɴ do̰] | ခင်ဗျားတို့‡ khang bya: tui. [kʰəmjá do̰] ရှင်တို့† hrang tui. [ʃɪ̀ɴ do̰]     |
| 3인칭 | သူ su [θù]                    | (အ)သင် (a.) sang [(ʔə)θìɴ]                    | သူဒို့ su tui. [θù do̰]     | သင်တို့ sang tui. [θìɴ do̰]                                         |

* 복수형 조어 기본형은 တို့(tui.)이며 구어체에서는 ဒိ(ု့ dui.)를 쓴다.
‡ 남성화자 사용
† 여성화자 사용
다른 범주의 대명사는 승려를 만났을 때 사용하는 대명사인데 bhun(ဘုန်းဘုန်း)이 있다. 이 단어는 승려를 뜻하는 단어 phun(ဘုန်းကြီး)에서 유래한 것으로 그 신분에 따라 쓰이는 단어가 조금씩 다르다. 일례로 a.hrang bhu.ra(အရှင်ဘုရား, [ʔəʃɪ̀ɴ pʰəjá])는 "나리"라는 뜻이다. 스스로를 가리킬 때에는 "사제"를 뜻하는 단어 타 파니(တပည့်တော်) 혹은 da ka(ဒကာ, [dəɡà]가 쓰이며 기여자라는 뜻이다. 스님과 얘기할 때 쓰이는 대명사는 다음과 같다.
| 인칭  | 단수                                                             | 단수                                                         |
| 인칭  | 비격식                                                           | 격식                                                         |
| ----- | ---------------------------------------------------------------- | ------------------------------------------------------------ |
| 1인칭 | တပည့်တော်† ta.pany. do                                                | ဒကာ† da. ka [dəɡà]                                            |
| 2인칭 | ဘုန်းဘုန်း bhun: bhun: [pʰóʊɴ pʰóʊɴ] (ဦး)ပဉ္စင်း (u:) pasang: [(ʔú) bəzín] | အရှင်ဘုရား a.hrang bhu.ra: [ʔəʃɪ̀ɴ pʰəjá] ဆရာတော်‡ chara dau [sʰəjàdɔ̀] |

† 조어 ma. မ는 여성 화자의 경우 접두어로 쓰임
‡ 주지 스님과 같이 큰스님의 경우에 사용됨
문장에서 대명사가 하평성(저음)으로 발음될 경우 소유격은 생략된다. 단, 구어체에서만 발생하며 문어체에서는 이때 이(၏, [ḭ])를 사용하여 후치형으로 소유격을 표시한다.
- ငါ [ŋà] "나" + ရဲ့ (소유격 후치형) = ငါ့ [ŋa̰] "나의"
- နင် [nɪ̀ɴ] "너" + ရဲ့ (소유격 후치형) = နင့် [nɪ̰ɴ] "너의"
- သူ [θù] "그, 그녀" + ရဲ့ (소유격 후치형) = သူ့ [θṵ] "그(녀)의"

#### 친족 명칭
친족 명칭은 이라와디 계곡 일대의 버마어 화자 가운데에서도 발음의 차이가 있다. 상부 미얀마와 하부 미얀마의 차이점이 있다면 만달레이를 중심으로 한 북부 지역에서는 여전히 모계와 부계의 친척 명칭을 달리 부른다는 데 있다.
| 명칭                  | 상부 미얀마                                                   | 하부 미얀마                                 | 방언                          |
| --------------------- | ------------------------------------------------------------- | ------------------------------------------- | ----------------------------- |
| - 큰고모 - 작은 고모  | - အရီးကြီး [ʔəjí dʑí] (또는 [jí dʑí] - အရီးလေး [ʔəjí lé] (또는 [jí lé] | - ဒေါ်ကြီး [dɔ̀ dʑí] (또는 [tɕí tɕí]) - ဒေါ်လေး [dɔ̀ lé] | - မိကြီး [mḭ dʑí] - မိငယ် [mḭ ŋɛ̀]   |
| - 큰이모 - 작은 이모  | - ဒေါ်ကြီး [dɔ̀ dʑí] (or [tɕí tɕí] - ဒေါ်လေး [dɔ̀ lé]                      | - ဒေါ်ကြီး [dɔ̀ dʑí] (또는 [tɕí tɕí]) - ဒေါ်လေး [dɔ̀ lé] | - မိကြီး [mḭ dʑí] - မိငယ် [mḭ ŋɛ̀]   |
| - 큰 숙부 - 작은 숙부 | - ဘကြီး [ba̰ dʑí] - ဘလေး [ba̰ lé]1                                   | - ဘကြီး [ba̰ dʑí] - ဦးလေး [ʔú lé]                  | - ဖကြီး [pʰa̰ dʑí] - ဖငယ် [pʰa̰ ŋɛ̀] |
| - 외삼촌 - 작은외삼촌 | - ဦးကြီး [ʔú dʑí] - ဦးလေး [ʔú lé]                                    | - ဘကြီး [ba̰ dʑí] - ဦးလေး [ʔú lé]                  | - ဖကြီး [pʰa̰ dʑí] - ဖငယ် [pʰa̰ ŋɛ̀] |

| 용어                                        | 상부 미얀마 지역의 표현  | 표준어               |
| ------------------------------------------- | ------------------------ | -------------------- |
| - 형 - 오빠                                 | - နောင် [nàʊɴ] - ကို [kò]     | - ကို [kò]             |
| - 남동생(화자가 남자) - 남동생(화자가 여자) | - ညီ [ɲì] - မောင် [màʊɴ]     | - ညီ [ɲì] - မောင် [màʊɴ] |
| - 누나 - 언니                               | - မ [ma̰]                 | - မ [ma̰]             |
| - 여동생(화자가 남자) - 여동생(화자가 여자) | - နှမ [ɲəma̰] - ညီမ [ɲì ma̰] | - ညီမ [ɲì ma̰]         |

## 수사
버마어 수사는 기수와 서수를 나타낸다. 1부터 10까지는 수분류사와 결합 시 특별한 변화가 없지만 다른 숫자의 경우 형태 변화가 나타나기도 한다.
| 숫자 | 버마어      | 버마어                | 버마어      | 버마어   |
| 숫자 | 버마어 표기 | 표기법 (MLCTS)        | IPA         | 발음     |
| ---- | ----------- | --------------------- | ----------- | -------- |
| 0    | ๐           | သုည1 (su.nya.)         | [θòʊɴɲa̰]    | 뚜냐     |
| 1    | ၁           | တစ် (tac)              | [tɪʔ]       | 띳       |
| 2    | ၂           | နှစ် (hnac)             | [n̥ɪʔ]       | 흐닛     |
| 3    | ၃           | သုံး (sum:)              | [θóʊɴ]      | 뚱       |
| 4    | ၄           | လေး (le:)               | [lé]        | 레       |
| 5    | ၅           | ငါး (nga:)              | [ŋá]        | 응아     |
| 6    | ၆           | ခြောက် (hkrauk)           | [tɕʰaʊʔ]    | 척       |
| 7    | ၇           | ခုနစ် (hku. hnac)       | [kʰʊ̀ɴ n̥ɪʔ]2 | 쿠닛     |
| 8    | ၈           | ရှစ် (hrac)             | [ʃɪʔ]       | 싯       |
| 9    | ၉           | ကိုး (kui:)              | [kó]        | 꼬       |
| 10   | ၁၀          | ဆယ်/တဆယ် (hcai/ta.hcai) | [sʰɛ̀/təzɛ̀]  | 새, 띳새 |

1. 0을 의미하는 단어 뚜냐는 산스크리트어 śūnya에서 왔다.[79]
2. 숫자 7은 콘으로 발음하기도 한다.

### 첩어
남인도어 계통에서 흔히 나타나는 첩어 현상은 버마어에서 흔히 나타나며 형용사 의미를 강화하거나 약화하는데 쓰인다. 예를 들어 “아름답다”의 뜻을 지닌 단어(ချော, [tɕʰɔ́])가 두 번 붙어서 매우 아름답다의 뜻이 된다. 특별히 두 음절로 된 형용사는 두 번 붙어서 부사로 기능하게 되는데 이는 동사나 명사에도 적용된다. 일례로 자꾸(ခဏ)이라는 뜻을 지닌 단어가 두 번 붙으면 “자꾸자꾸”(ခဏခဏ)라는 뜻이 된다.
일부 명사는 복수형 표기를 위해 첩어가 되는데 국가를 뜻하는 단어 (ပြည်, [pjì])는 첩어가 되어 “국가”이라는 뜻이 되어 “국제적인”(အပြည်ပြည်ဆိုင်ရာ, [əpjì pjì sʰàɪɴ jà])이라는 뜻이 된다.

## 로마자 표기법
버마어 로마자 표기법은 계속적인 논의가 있었으나 공식적으로 마련되지는 않았다. 이는 로마자 표기법으로 버마어를 옮기기가 쉽지 않기 때문이다. 팔리어와 연계하여 미얀마 언어위원회 전사 시스템이 미얀마 언어 위원회에 의해 제창되었다.(1990) 단, 이는 구어체의 특성을 반영하지는 못하고 있으며 음성학에 비해 철자법에 초점을 맞춘 것이 한계이다.
표준화된 로마자 표기법이 없기 때문에 이름 ဝင်း([wɪ́ɴ])은 영어로 옮겼을 시 Win, Winn, Wyn, Wynn 등으로 다양하며 ခိုင်([kʰàɪɴ])는 Khaing, Khine, Khain으로 옮겨진다.

## 컴퓨터
버마어는 쿼티 자판으로 사용 가능하며 가장 널리 사용되는 폰트는 Zawgyi인데 이 폰트는 유니코드와 호환되지는 않으며 영어로 표현되도록 하는 기능이 있다. 유니코드와 호환되는 폰트는 Padauk이며 모든 문자를 표기하기 때문에 버마어와 연관된 소수 언어 또한 표현할 수 있다.
윈도 체제에서 사용하는 버마어 키보드는 미얀마 NLP연구센터(Myanmar NLP Research Center)에서 개발하여 사용 가능하다.

## 버마어 연구
런던 대학교 동양 아프리카 연구 학원은 버마어를 비롯해 동남아시아 국가들의 여러 언어를 교육하는 대표적인 교육 기관이며 대표적인 버마어 학자인 존 오켈이 교수로 활동하기도 했다. 미국의 대표적인 버마어 교육연구기관은 노던일리노이 대학교에 1986년 설립된 미얀마학 센터이며 이곳에서 The Journal of Burma Studies를 발행하고 있다.
한국어 화자 내에서의 미얀마어 교육은 대한민국 부산의 부산외국어대학교 미얀마어과가 유일하며 1992년 설립됐다.

## 참고 자료
- Mathias, Jenny; San San, Hnin Tun (2021년 12월 20일). 《Burmese A Comprehensive Grammar》. Routledge. doi:10.4324/9781315651194.ch3. ISBN 9780415735698.

- 줄리 D. 엘런;  외., 편집. (2012). 〈11. Southeast Asian Scripts〉. 《The Unicode Standard Version 6.1 – Core Specification》 (PDF). Mountain View, CA: The Unicode Consortium. 368–373쪽. ISBN 978-1-936213-02-3.
- 아웅 트윈, 마이클 (2005). 《The Mists of Rāmañña: The Legend that was Lower Burma》 illurat판. 호놀룰루: 하와이대학교 출판부. ISBN 978-0-8248-2886-8.
- 아웅 발라 (1981). “Contemporary Burmese literature”. 《Contributions to Asian Studies》 16.
- 베네딕트, 폴 K. (1948). “Tonal Systems in Southeast Asia”. 《Journal of the American Oriental Society》 (American Oriental Society) 68 (4). doi:10.2307/595942. JSTOR 595942.
- 브래들리, 데이비드 (1993). “Pronouns in Burmese–Lolo” (PDF). 《Linguistics of the Tibeto-Burman area》 (멜버른: 라트로브 대학교) 16 (1).
- 브래들리, 데이비드 (2006).  Ulrich Ammon, Norbert Dittmar, Klaus J. Mattheier, Peter Trudgill, 편집. 《Sociolinguistics / Soziolinguistik》 3. Walter de Gruyter. ISBN 978-3-11-018418-1.
- 브래들리, 데이비드 (1996). 《Atlas of Languages of Intercultural Communication in the Pacific, Asia, and the Americas》 1. Walter de Gruyter. ISBN 978-3-11-013417-9.
- 브래들리, 데이비드 (1989). “Uncles and Aunts: Burmese Kinship and Gender” (PDF). 《South-east Asian Linguisitics: Essays in Honour of Eugénie J.A. Henderson》 (동양 아프리카 연구 학원): 147–162. 2017년 10월 11일에 원본 문서 (PDF)에서 보존된 문서. 2014년 3월 28일에 확인함.
- 브래들리, 데이비드 (2010). 〈9. Burma, Thailand, Cambodia, Laos and Vietnam〉.   Martin J. Ball. 《The Routledge Handbook of Sociolinguistics Around the World》 (PDF). Routledge. 98–99쪽. ISBN 978-0-415-42278-9. 2016년 7월 16일에 원본 문서 (PDF)에서 보존된 문서. 2016년 10월 17일에 확인함.
- 브래들리, 데이비드 (1995). “Reflexives in Burmese” (PDF). 《Papers in Southeast Asian Linguistics No. 13: studies in Burmese languages》 (오스트레일리아 국립 대학교) (A-83): 139–172.
- 브래들리, 데이비드 (2011). “Changes in Burmese Phonology and Orthography”. 《SEALS Conference》. Kasetsart University.
- 브래들리, 데이비드 (2012). “The Characteristics of the Burmic Family of Tibeto-Burman”. 《Language and Linguistics》 13 (1): 171–192.
- 창, 찰스 B. (2009). “English loanword adaptation in Burmese” (PDF). 《Journal of the Southeast Asian Linguistics Society》 1: 77–94.
- 하비, G. E. (1925). 《History of Burma: From the Earliest Times to 10 March 1824》. 런던: Frank Cass & Co. Ltd.
- 헐버트, 파트리샤 M.; 밀너, 안토니 (1989). 《South-East Asia Languages and Literatures: A Select Guide》. 하와이대학교 출판부. ISBN 978-0-8248-1267-6.
- 힐, 나탄 W. (2012). “Evolution of the Burmese Vowel System” (PDF). 《Transactions of the Philological Society》 110 (1): 64–79.
- 닌 툰; 산 산 (2001). 《Burmese Phrasebook》. 비키 보우만. 론리 플래닛. ISBN 978-1-74059-048-8.
- 훗만, 구스타프 (1990). 《Traditions of Buddhist Practice in Burma》. Research Institute for Languages and Cultures of Asia and Africa.
- 존스, 로버트 (1986).  McCoy, John; Light, Timothy, 편집. 《Pitch register languages》. 《Contributions to Sino-Tibetan Studies》 (E. J. Brill).
- 킨 민, 마웅 (1987). “Old Usage Styles of Myanmar Script”. 《Myanmar Unicode & NLP Research Center》. 2006년 9월 23일에 원본 문서에서 보존된 문서. 2008년 7월 29일에 확인함.
- 리버맨, 빅토르 B. (2003). 《Strange Parallels: Southeast Asia in Global Context, c. 800–1830, volume 1, Integration on the Mainland》. 캠브리지 대학교 출판부. ISBN 978-0-521-80496-7.
- 니시, 요시오 (1998년 10월 30일). “The Development of Voicing Rules in Standard Burmese” (PDF). 《Bulletin of the National Museum of Ethnology》 (国立民族学博物館) 23 (1): 253–260.[깨진 링크(과거 내용 찾기)]
- 니시, 요시오 (1998년 3월 31일). “The Orthographic Standardization of Burmese: Linguistic and Sociolinguistic Speculations” (PDF). 《Bulletin of the National Museum of Ethnology》 (国立民族学博物館) 22: 975–999. 2013년 10월 22일에 원본 문서 (PDF)에서 보존된 문서. 2013년 10월 20일에 확인함.
- 오켈, 존 (2002). 《Burmese By Ear or Essential Myanmar》 (PDF). London: 동양 아프리카 연구 학원. ISBN 978-1-86013-758-7. 2021년 4월 20일에 원본 문서 (PDF)에서 보존된 문서. 2014년 3월 28일에 확인함.
- 〈SEAlang Library Burmese Dictionary〉. 《Myanmar–English Dictionary》. Myanmar Language Commission. 1993. ISBN 978-1-881265-47-4.
- 태일러, L. F. (1920). “On the tones of certain languages of Burma”. 《Bulletin of the School of Oriental Studies》 (Cambridge University Press) 1 (4). doi:10.1017/S0041977X00101685. JSTOR 607065.
- 휘틀리, 줄리안; 툰, 산산 닌 (1999). “Languages in contact: The case of English and Burmese”. 《The Journal of Burma Studies》 4.
- 휘틀리, 줄리안 (2013). 〈12. Burmese〉.   Randy J. LaPolla, Graham Thurgood. 《Sino-Tibetan Languages》. Routledge. ISBN 978-1-135-79717-1.
- 아웅 조 (2010.9). “Tell the World the Truth”. 《The Irrawaddy》 (치앙마이) 18 (9). 2010년 9월 18일에 원본 문서에서 보존된 문서. 2010년 9월 16일에 확인함.
- 휘틀리, 줄리안 K. (1987). 〈Burmese〉.   B. Comrie (ed.). 《Handbook of the world's major languages》. Oxford: Oxford University Press. 834–54쪽. ISBN 978-0-19-520521-3.
- 얀손, 루돌프 A. (2012).  Nathan Hill, 편집. 《Aspiration in the Burmese Phonological System: A Diachronic Account》. Medieval Tibeto-Burman Languages IV. BRILL. 17–29쪽. ISBN 978-90-04-23202-0.
- 얀손, 루돌프 (1994).  Uta Gärtner, Jens Lorenz, 편집. 《3. Language》. 《Tradition and Modernity in Myanmar》 (LIT Verlag Münster). 366–426쪽. ISBN 978-3-8258-2186-9.